# Phellandrène synthase 1
La phellandrène synthase 1, appelée en anglais β-phellandrene synthase (neryl-diphosphate-cyclizing), est une lyase qui catalyse la réaction :
néryle diphosphate  {\displaystyle \rightleftharpoons }  β-phellandrène + pyrophosphate.
Cette enzyme intervient dans la formation du myrcène et de l'ocimène comme principaux produits d'addition au β-phellandrène.
L'enzyme de Solanum lycopersicum possède une très faible affinité pour le géranyle diphosphate comme substrat.
Il existe également une autre enzyme, appelée phellandrène synthase (EC 4.2.3.52).